# Spilosoma perornata
Spilosoma perornata là một loài bướm đêm thuộc phân họ Arctiinae, họ Erebidae.